# Махмуд (співак)
Алессандро Махмуд (італ. Alessandro Mahmoud; нар. 12 вересня 1992), більш відомий під сценічним іменем Мамуд (італ. Mahmood), — італійський співак та композитор. Став відомим після участі в шостому сезоні італійської версії The X Factor. Переможець Фестивалю Санремо 2019 з піснею «Soldi» та представник Італії на конкурсі «Євробачення 2019», де посів 2 місце. Разом із Бланко після перемоги на Фестивалі Санремо 2022 представляв Італію на «Євробаченні 2022» у Турині з піснею «Brividi», де співаки посіли шосте місце.

## Біографія
Народився у Мілані. Його батько єгиптянин, а мати — сардинка з Орозеї, сам Алессандро виріс у районі Гратосогліо, що в Мілані. Коли хлопчику було п'ять років, його батьки розлучилися, і надалі хлопчика виховувала мати.

## Кар'єра

### 2012—2018: Х-фактор і початок кар'єри
У 2012 році Мамуд пройшов прослуховування до шостого сезону італійської версії «Х-фактор», де став частиною категорії «Хлопці» під наставництвом Сімони Вентури. Після цього досвіду він працював у барі та відвідував музичну школу, вивчав фортепіано, сольфеджіо й теорію музики. Саме у цей час він почав писати пісні. У 2013 році випустив свій дебютний сингл «Fallin' Rain».
У 2016 році Мамуд брав участь у секції новачків музичного фестивалю в Санремо з піснею «Dimentica». У 2017 році він випустив сингл «Pesos», з яким брав участь у п'ятому випуску Wind Summer Festival, де виграв третій епізод молодіжної секції. У 2017 році був представлений у синглі Фабрі Фібри «Luna».

### 2018—2020: Gioventù bruciata, Санремо та Євробачення
У вересні 2018 року випустив свій дебютний мініальбом Gioventù bruciata. У листопаді того ж року Марко Менгоні випустив свій п'ятий альбом Atlantico, який містить три треки, написані у співавторстві з Мамудом, включно з найпопулярнішим треком з альбому — «Hola (I Say)», з 66 млн прослуховувань на Spotify.

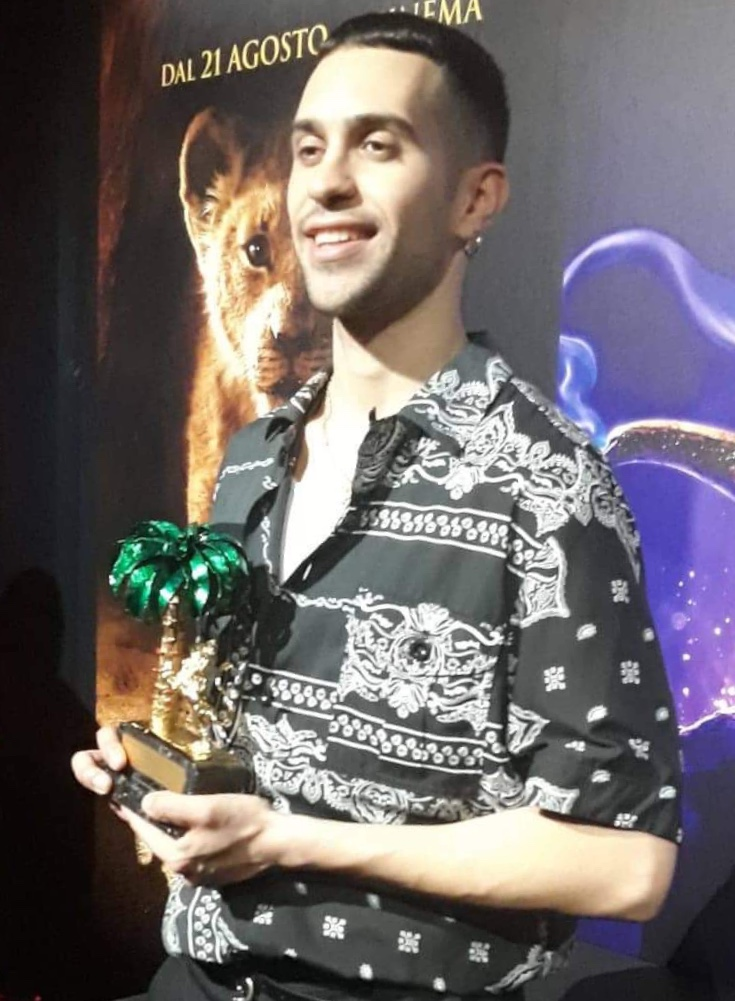
Мамуд із нагородою переможця Фестиваля Санремо 2019

У грудні 2018 року був одним із 24 виконавців, відібраних для участі в телевізійному конкурсі Sanremo Giovani, метою якого було вибрати двох новачків як учасників у 69-му Фестивалі Санремо. Мамуд посів перше місце в другому епізоді шоу з піснею «Gioventù bruciata», а також здобув нагороду критиків. Пізніше пісня «Soldi» була оголошена його конкурсною композицією для Санремо. Під час першого раунду фіналу Фестивалю Санремо «Soldi» посіла лише 7 місце в телеголосуванні, але отримала найбільшу кількість голосів журі та друге місце за кількістю голосів від преси. У результаті Мамуд досяг місця серед трьох найкращих виступів конкурсу у фіналі, а після додаткового виконання «Soldi» була оголошена переможницею 69-го музичного Фестивалю в Санремо. Мамуд також отримав премію «Енцо Джанначчі» за найкраще виконання та нагороду «Premio Baglioni d'oro» за найкращу пісню.

22 лютого 2019 року Мамуд перевидав Gioventù bruciata як повноформатний студійний альбом, який очолив італійський чарт альбомів. У квітні 2019 року був представлений у синглі «Calipso» італійського ді-джея Чарлі Чарльза та Дардаста, що також очолив італійський чарт синглів.

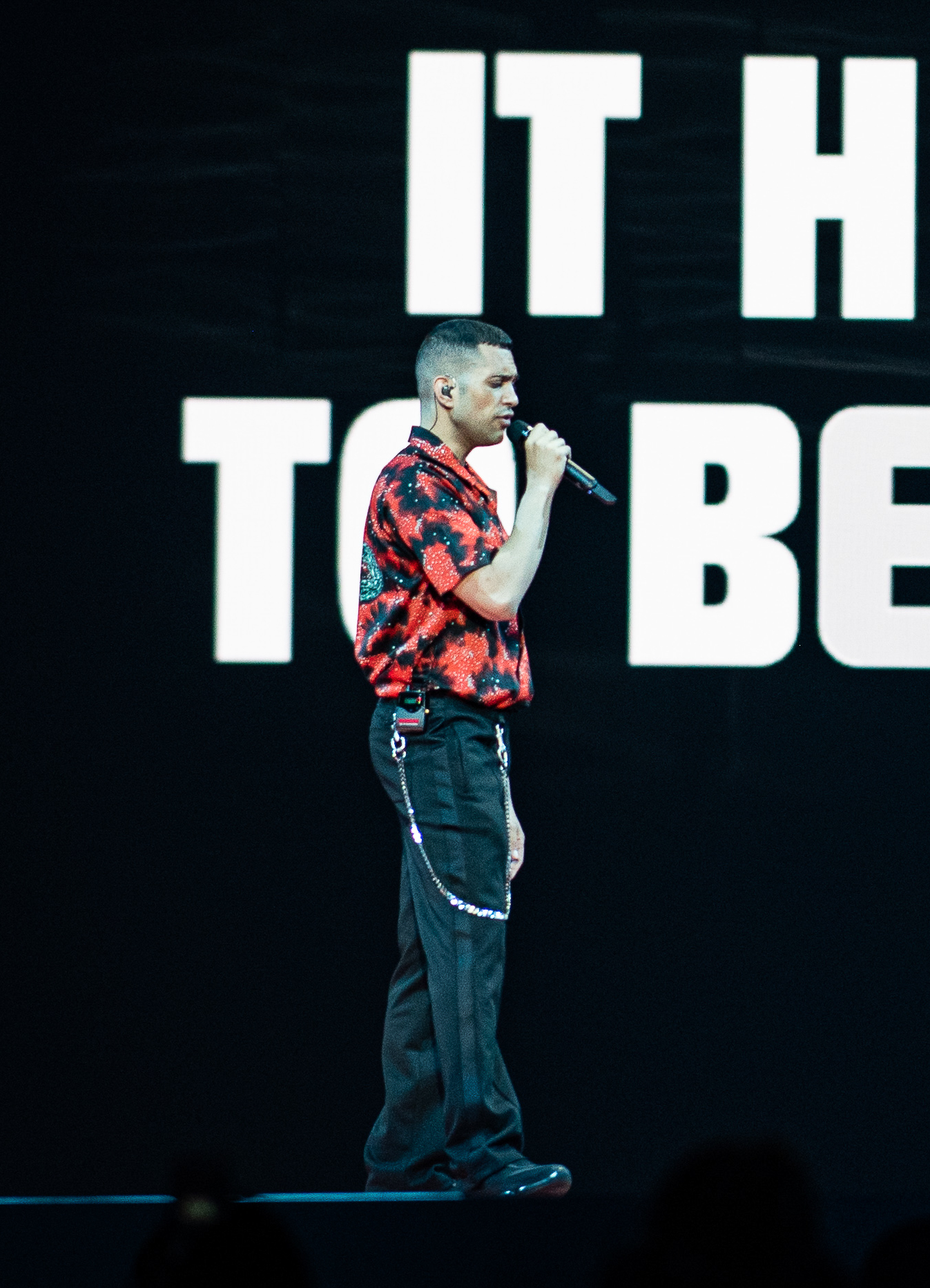
На сцені Євробачення 2019

У травні 2019 року Мамуд представив Італію на Пісенному конкурсі Євробачення 2019 у Тель-Авіві, Ізраїль. Він виконав «Soldi» у гранд-фіналі конкурсу, що відбувся 18 травня, та посів 2 місце в підсумковому рейтингу. Пісня очолила хіт-паради в Греції, Ізраїлі, Італії та Литві й потрапила до десятки найкращих ще в п'яти країнах та зрештою стала піснею Євробачення, яка мала найбільше прослуховувань на Spotify. Цей рекорд утримувався до кінця січня 2021 року, коли його перевершив переможець Євробачення 2019 Дункан Лоренс з «Arcade». Наразі «Soldi» залишається найпопулярнішою піснею Мамуда на Spotify з більше ніж 254 млн прослуховувань, а «Arcade» має понад 1,3 млрд.
У 2019 році Мамуд виступив на церемонії закриття літньої Універсіади 2019 у Неаполі з трьома своїми піснями — «Soldi», «Gioventù bruciata» та «Anni 90».

### 2020–теп.час: Ghettolimpo, повернення на Санремо та Євробачення
11 червня 2021 року Мамуд випустив другий студійний альбом Ghettolimpo. Виходу альбому передували п'ять синглів: «Rapide», «Dorado» (у співпраці з італійським репером Sfera Ebbasta та колумбійським співаком Feid), «Inuyasha», «Zero» (пісня також увійшла до однойменного саундтреку серіалу Netflix того ж року) і «Klan».
Співак повернувся на Санремо у 2022 році разом з Бланко з піснею «Brividi», з якою вони перемогли й отримали право представляти Італію на Пісенному конкурсі Євробачення 2022 в Турині. Пісня досягла 15 місця в чарті Billboard Global 200 від 19 лютого 2022 року. На Євробаченні 2022 «Brividi» фінішувала на шостому місці з 268 балами.
2023 року Мамуд став запрошеним артистом на Євробаченні 2023, де виконав пісню «Imagine» Джона Леннона в інтервал-акті.

## Псевдонім
Мамуд (Mahmood) — це контамінація від прізвища Алессандро Мамуд й англійського виразу «my mood». Попри походження свого батька, Мамуд не говорить арабською, але вільно володіє сардинською. Після перемоги на Санремо 2019 тодішній віцепрем'єр-міністр Італії Маттео Сальвіні, який відомий своїми антимігрантськими поглядами, розкритикував Мамуда за перемогу над Ультімо.

## Особисте життя
Мамуд відчуває огиду до класифікації за національністю чи сексуальністю. Він заявив, що «проголошення „я гей“ нікуди не веде» і «якщо ми продовжуватимемо ці відмінності, гомосексуальність ніколи не буде сприйматися як нормальна річ, якою вона є». Висловлюючись на користь запропонованого закону проти гомофобних і трансфобних злочинів на ґрунті ненависті, він розповів, що під час навчання в школі піддавався гомофобному булінгу. Згідно з італійською пресою, Мамуд відмовився відповідати на питання, чи є він геєм, та заявив, що він «щасливий і захоплений».
Мамуд вважає себе християнином, а саме римо-католиком, попри те, що не погоджується з вченням Католицької Церкви про те, що гомосексуальні стосунки є «важким гріхом».
У 2019 році Мамуд потрапив до списку 30 Under 30 італійського журналу Forbes, до якого входять підприємці, артисти та знаменитості, які стали відомими до 30 років.

## Дискографія

### Альбоми
- Gioventù bruciata (22 лютого 2019)
- Ghettolimpo (11 червня 2021)

### Сингли
- «Fallin' Rain» (2013) (як Mahmoud)
- «Dimentica» (2016)
- «Pesos» (2017)
- «Uramaki» (2018)
- «Milano Good Vibes» (2018)
- «Gioventù bruciata» (2018)
- «Soldi» (2019)
- «Barrio» (2019)
- «Rapide» (2020)
- «Moonlight popolare» (2020)
- «Dorado» (2020)
- «Inuyasha» (2021)
- «Zero» (2021)
- «Klan» (2021)
- «Rubini» (2021)
- «Brividi» (2022)

### Нагороди
- 2018: Перше місце на фестивалі «Sanremo Giovani»
- 2019: Best Italian Act на MTV Europe Music Awards.

### Як автор пісень інших виконавців
Мамуд писав пісні з багатьма італійськими авторами й продюсерами, включно Франческо Катітті, Дардаста, Чарлі Чарльза, Алессандро Рейну, а також з такими артистами, як Marracash, К'яра, Марко Менгоні (учасник Євробачення 2023 від Італії), Фабрі Фібра, Елоді та Мікеле Браві. У 2019 році завдяки перемозі на музичному фестивалі в Санремо автор текстів Mogol запропонував артисту стипендію для вдосконалення своїх навичок автора пісень у Європейському центрі для авторів, композиторів і митців у Тосколано.